# Sfax Railways Sports
Lo Sfax Railways Sports (in arabo نادي سكك الحديد الصفاقسي)  è una società calcistica Tunisina con sede a Sfax.
Ha disputato il campionato di massima serie tunisina per 33 volte, vincendo 3 titoli nazionali.

## Palmarès

### Competizioni nazionali
- Campionato tunisino: 3

1933-1934, 1952-1953, 1967-1968
- Championnat de Ligue Professionelle 2: 2

1962-1963, 1993-1994

### Altri piazzamenti
- Coppa di Tunisia:

Finalista: 1954-1955, 1967-1968, 1978-1979
- Supercoppa di Tunisia:

Finalista: 1968
- Championnat de Ligue Professionelle 2:

Secondo posto: 1987-1988, 1991-1992